# Челюсти (саундтрек)
| Оценки критиков | Оценки критиков |
| Источник        | Оценка |
| --------------- | --- |
| AllMusic        | 5 из 5 звёзд · 5 из 5 звёзд · 5 из 5 звёзд · 5 из 5 звёзд · 5 из 5 звёзд                                                                                      |
| Empire          | 5 из 5 звёзд · 5 из 5 звёзд · 5 из 5 звёзд · 5 из 5 звёзд · 5 из 5 звёзд                                                                                      |
| Filmtracks      | 5 из 5 звёзд · 5 из 5 звёзд · 5 из 5 звёзд · 5 из 5 звёзд · 5 из 5 звёзд                                                                                      |
| SoundtrackNet   | 5 из 5 звёзд · 5 из 5 звёзд · 5 из 5 звёзд · 5 из 5 звёзд · 5 из 5 звёзд                                                                                      |
| Tracksounds     | 8 из 10 звёзд · 8 из 10 звёзд · 8 из 10 звёзд · 8 из 10 звёзд · 8 из 10 звёзд · 8 из 10 звёзд · 8 из 10 звёзд · 8 из 10 звёзд · 8 из 10 звёзд · 8 из 10 звёзд |

Челюсти (саундтрек) (англ. Jaws: Music From the Original Motion Picture Soundtrack) — саундтрек Джона Уильямса к фильму «Челюсти» был выпущен MCA на LP в 1975 году и на компакт-диске в 1992 году, включая примерно полчаса музыки, которую Джон Уильямс переделал для альбома. В 2000 году были выпущены две версии музыки: одна в перезаписи всей музыки «Челюстей» от Королевского шотландского национального оркестра под дирижированием Джоэла МакНили, а другая приурочена к DVD-выпуску, посвящённого 25-летию фильма компании Decca/Universal с участием всей 51 минуты исходной музыки. Музыка была снова переиздана в 2015 году на Intrada Records и содержала полную музыку к фильму вместе с альтернативными вариантами, исходной музыкой и ремастером альбома 1975 года. В 2005 году он занял 6-е место в списке Лучшая музыка в американских фильмах за 100 лет по версии AFI, в котором собрана лучшая музыка в американских фильмах.

## Обзор
Джон Уильямс написал музыку к фильму, что принесло ему премию «Оскар», его вторую победу и первую за оригинальную музыку к фильму, а позже он занял шестое место среди лучшей музыки Американского института киноискусства. Главная «акулья» тема, простое чередование двух нот, по-разному обозначаемых как «ми и фа» или «фа и фа-диез»—стала классической частью саспенс-музыки, синонимом приближающейся опасности (см. вводный тон). Уильямс описал эту тему как «перемалывающую вас, как акула, инстинктивно, безжалостно, неудержимо». Часть была исполнена тубистом Томми Джонсоном. На вопрос Джонсона, почему мелодия была написана в таком высоком регистре, а не сыграна на более подходящей валторне, Уильямс ответил, что хотел, чтобы она звучала «немного более угрожающе». Когда Уильямс впервые продемонстрировал свою идею Спилбергу, сыграв всего две ноты на фортепиано, говорят, что Спилберг рассмеялся, думая, что это шутка. Поскольку Уильямс видел сходство между «Челюстями» и фильмами о пиратах, в других моментах музыки он вызывал «пиратскую музыку», которую он назвал «первичной, но весёлой и занимательной». Первичные вступительные ноты развиваются из вступительного предчувствия тона «Вальса» Равеля, также имеющего сходство с началом 4-й части «Симфонии Из Нового Света» Дворжака. Музыка, призывающая к быстрой ударной игре на струнных инструментах, содержит отголоски «Моря» Дебюсси, а также «Весны священной» Стравинского.
Существуют различные интерпретации значения и эффективности первичной музыкальной темы, которую широко называют одной из самых узнаваемых кинематографических тем всех времён. Музыкальный учёный Джозеф Канчелларо предполагает, что выражение из двух нот имитирует сердцебиение акулы. По словам Александра Тыльского, как и темы, которые Бернард Херрман написал для фильмов «Таксист», «К северу через северо-запад» и особенно «Таинственный остров», он предполагает человеческое дыхание. Далее он утверждает, что самым сильным мотивом музыки на самом деле является «раскол, разрыв» — когда он резко обрывается, как после смерти Кристины. Отношения между звуком и тишиной также используются в том смысле, что аудитория вынуждена ассоциировать акулу с её темой, что используется в кульминации фильма, когда акула внезапно появляется без музыкального вступления.
Позже Спилберг сказал, что без музыки Уильямса фильм был бы наполовину менее успешным, и, по словам Уильямса, это дало толчок его карьере. Ранее он написал музыку к дебютному полнометражному фильму Спилберга «Шугарлендский экспресс» и продолжал сотрудничать с режиссёром почти во всех его фильмах.

## Трэк-лист
| №   | Название                           | Длительность |
| --- | ---------------------------------- | ------------ |
| 1.  | «Main Title (Theme From 'Jaws')»   | 2:18         |
| 2.  | «Chrissie's Death»                 | 1:39         |
| 3.  | «Promenade (Tourists on the Menu)» | 2:46         |
| 4.  | «Out to Sea»                       | 2:26         |
| 5.  | «The Indianapolis Story»           | 2:23         |
| 6.  | «Sea Attack Number One»            | 5:23         |
| 7.  | «One Barrel Chase»                 | 3:04         |
| 8.  | «Preparing the Cage»               | 3:23         |
| 9.  | «Night Search»                     | 3:29         |
| 10. | «The Underwater Siege»             | 2:31         |
| 11. | «Hand to Hand Combat»              | 2:32         |
| 12. | «End Title (Theme From 'Jaws')»    | 2:18         |

| №   | Название                  | Длительность |
| --- | ------------------------- | ------------ |
| 1.  | «Main Title»              | 1:06         |
| 2.  | «The First Victim»        | 1:43         |
| 3.  | «The Empty Raft»          | 1:15         |
| 4.  | «The Pier Incident»       | 2:19         |
| 5.  | «Father And Son»          | 2:19         |
| 6.  | «The Alimentary Canal»    | 2:02         |
| 7.  | «Ben Gardner's Boat»      | 3:21         |
| 8.  | «Montage»                 | 1:31         |
| 9.  | «A Tug On The Line»       | 2:12         |
| 10. | «Into the Estuary»        | 2:49         |
| 11. | «Out to Sea»              | 0:56         |
| 12. | «Man Against Beast»       | 5:15         |
| 13. | «Quint's Tale»            | 2:30         |
| 14. | «Brody Panics»            | 1:16         |
| 15. | «Barrel Off Starboard»    | 1:38         |
| 16. | «The Great Chase»         | 3:02         |
| 17. | «Three Barrels Under»     | 2:05         |
| 18. | «From Bad to Worse»       | 0:53         |
| 19. | «Quint Thinks it Over»    | 1:08         |
| 20. | «The Shark Cage Fugue»    | 2:00         |
| 21. | «The Shark Approaches»    | 0:42         |
| 22. | «The Shark Hits the Cage» | 1:45         |
| 23. | «Quint Meets his End»     | 1:08         |
| 24. | «Blown to Bits»           | 3:11         |
| 25. | «End Title»               | 1:56         |

| №   | Название                        | Длительность |
| --- | ------------------------------- | ------------ |
| 1.  | «Main Title and First Victim**» | 3:27         |
| 2.  | «The Empty Raft*»               | 1:23         |
| 3.  | «The Pier Incident*»            | 2:23         |
| 4.  | «The Shark Cage Fugue»          | 1:59         |
| 5.  | «Shark Attack*†»                | 1:17         |
| 6.  | «Ben Gardner's Boat»            | 3:31         |
| 7.  | «Montage»                       | 1:31         |
| 8.  | «Father and Son*†»              | 3:42         |
| 9.  | «Into the Estuary*»             | 2:50         |
| 10. | «Out to Sea»                    | 2:58         |
| 11. | «Man Against Beast»             | 5:33         |
| 12. | «Quint's Tale»                  | 2:40         |
| 13. | «Brody Panics*»                 | 1:10         |
| 14. | «Barrel Off Starboard*»         | 1:30         |
| 15. | «The Great Shark Chase**†»      | 3:28         |
| 16. | «Three Barrels Under*†»         | 2:05         |
| 17. | «Between Attacks*†»             | 2:06         |
| 18. | «The Shark Approaches**»        | 2:40         |
| 19. | «Blown to Bits»                 | 3:03         |
| 20. | «End Titles»                    | 1:52         |

* = Ранее не выпущенный трэк

** = Включает не выпущенную музыку

† = Включает музыку, не использованную в фильме

## Выпуск 2CD на Intrada Records, 2015

### Диск 1
| №   | Название                              | Длительность |
| --- | ------------------------------------- | ------------ |
| 1.  | «Jaws – Main Title»                   | 0:59         |
| 2.  | «The First Victim»                    | 1:45         |
| 3.  | «Remains On The Beach»                | 0:59         |
| 4.  | «The Empty Raft (Расширённая версия)» | 1:45         |
| 5.  | «The Pier Incident»                   | 2:30         |
| 6.  | «Father And Son (Киноверсия)»         | 1:59         |
| 7.  | «The Alimentary Canal»                | 1:58         |
| 8.  | «Ben Gardner’s Boat»                  | 3:33         |
| 9.  | «Montage»                             | 1:35         |
| 10. | «Into The Estuary»                    | 2:53         |
| 11. | «Out To Sea (Киноверсия)»             | 1:01         |
| 12. | «Tug On The Line»                     | 2:39         |
| 13. | «Man Against Beast (Киноверсия)»      | 5:34         |
| 14. | «Quint’s Tale»                        | 2:48         |
| 15. | «Brody Panics»                        | 1:16         |
| 16. | «Barrel Off Starboard»                | 1:41         |
| 17. | «Great Chase»                         | 3:02         |
| 18. | «Shark Tows Orca»                     | 0:41         |
| 19. | «Three Barrels Under»                 | 2:17         |
| 20. | «From Bad To Worse»                   | 1:07         |
| 21. | «Quint Thinks It Over»                | 1:14         |
| 22. | «The Shark Cage Fugue»                | 2:02         |
| 23. | «The Shark Approaches (Киноверсия)»   | 0:53         |
| 24. | «The Shark Hits The Cage»             | 2:03         |
| 25. | «Quint Meets His End»                 | 1:27         |
| 26. | «Blown To Bits»                       | 3:17         |
| 27. | «Jaws – End Title»                    | 1:57         |

| №   | Название                                        | Длительность |
| --- | ----------------------------------------------- | ------------ |
| 28. | «Jaws – Main Title (Альтернативный)»            | 1:12         |
| 29. | «The Typewriter (Неиспользованный)»             | 0:21         |
| 30. | «Man Against Beast (Альтернативный)»            | 5:38         |
| 31. | «Barrel Off Starboard (Альтернативный сегмент)» | 0:54         |
| 32. | «Great Chase (Альтернативный)»                  | 3:03         |
| 33. | «Shark Tows Orca (Альтернативный)»              | 0:42         |
| 34. | «The Shark Approaches (Альтернативный)»         | 0:55         |
| 35. | «Quint Meets His End (Альтернативный)»          | 1:32         |
| 36. | «Wild Shark Theme»                              | 1:10         |

### Диск 2
| №   | Название                           | Длительность |
| --- | ---------------------------------- | ------------ |
| 1.  | «Main Title (Theme From 'Jaws')»   | 2:18         |
| 2.  | «Chrissie's Death»                 | 1:39         |
| 3.  | «Promenade (Tourists on the Menu)» | 2:46         |
| 4.  | «Out to Sea»                       | 2:26         |
| 5.  | «The Indianapolis Story»           | 2:23         |
| 6.  | «Sea Attack Number One»            | 5:23         |
| 7.  | «One Barrel Chase»                 | 3:04         |
| 8.  | «Preparing the Cage»               | 3:23         |
| 9.  | «Night Search»                     | 3:29         |
| 10. | «The Underwater Siege»             | 3:31         |
| 11. | «Hand to Hand Combat»              | 2:32         |
| 12. | «End Title (Theme From 'Jaws')»    | 2:18         |

| №   | Название                                                                | Длительность |
| --- | ----------------------------------------------------------------------- | ------------ |
| 13. | «Joplin Rag (Original Rag)» (сочинён Скоттом Джоплином)                 | 2:07         |
| 14. | «Winter Stories Waltz» (сочинён Альфонсом Цибулькой)                    | 1:46         |
| 15. | «In The Good Old Summertime» (сочинён Джорджем Эвансом и Реном Шилдсом) | 1:29         |
| 16. | «Thousand And One Nights Waltz» (сочинён Иоганном Штраусом младшим)     | 1:49         |
| 17. | «Marching Band No. 1»                                                   | 1:09         |
| 18. | «Marching Band No. 2»                                                   | 2:05         |